# Оушен-Бич (Калифорния)
Оушен-Бич (англ. Ocean Beach) — пляж в Сан-Франциско, штат Калифорния, США.

## Описание
Пляж расположен на берегу Тихого океана, является крайней западной точкой городского парка «Золотые ворота». Длина — около 4,7 километра, максимальная ширина — 180 метров (в северной части, без учёта приливов и отливов). На всём протяжении вдоль пляжа проходит Великое шоссе. Пляж входит в состав рекреационной зоны Золотые ворота.
Наиболее благоприятен пляж для отдыхающих ранней весной и поздней осенью, а в конце весны и летом часты туманы и понижения температуры воздуха до +9 °C. Вода также достаточно прохладна из-за процесса апвеллинга, часто наблюдаются явление отбойного течения.
На пляже часто жгут огромные костры, в частности, в январе сжигают рождественские ёлки, собранные в кучи по 30 и более штук.

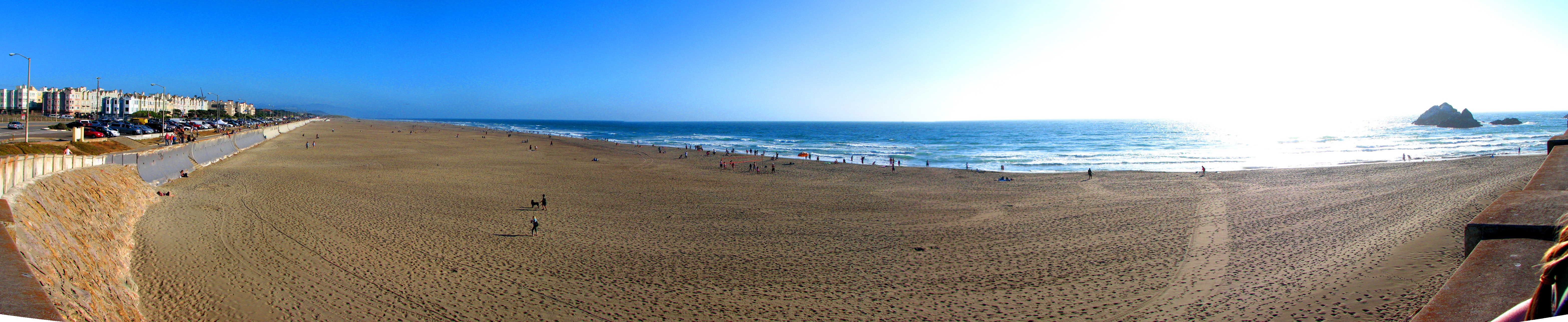
Вид на пляж из Клифф-хаус, август 2009 года.

## История
Из-за своего неблагоприятного климата (сильные ветра, холод, туман) эта зона практически не использовалась первый век существования Сан-Франциско и была частью так называемых Outside Lands. В 1884 году до пляжа добралась железная дорога, в 1890 году — трамвай. В то же время на побережье начали появляться аттракционы, крупнейший из которых, Плэйленд, существовал с конца XIX века до 1972 года; в 1896 году был построен бассейн Сутро-Батс (сгорел в 1966 году и не был восстановлен).
18 апреля 1906 года произошло крупное землетрясение, эпицентр которого находился всего в трёх километрах от пляжа — в связи с разрушением огромного количества домов города пляж на время стал палаточным лагерем для лишившихся жилья горожан.
В 1920—1930-х годах вдоль пляжа было построено Великое шоссе, возводились дома кварталов Сансет и Ричмонд, которые граничат с пляжем.

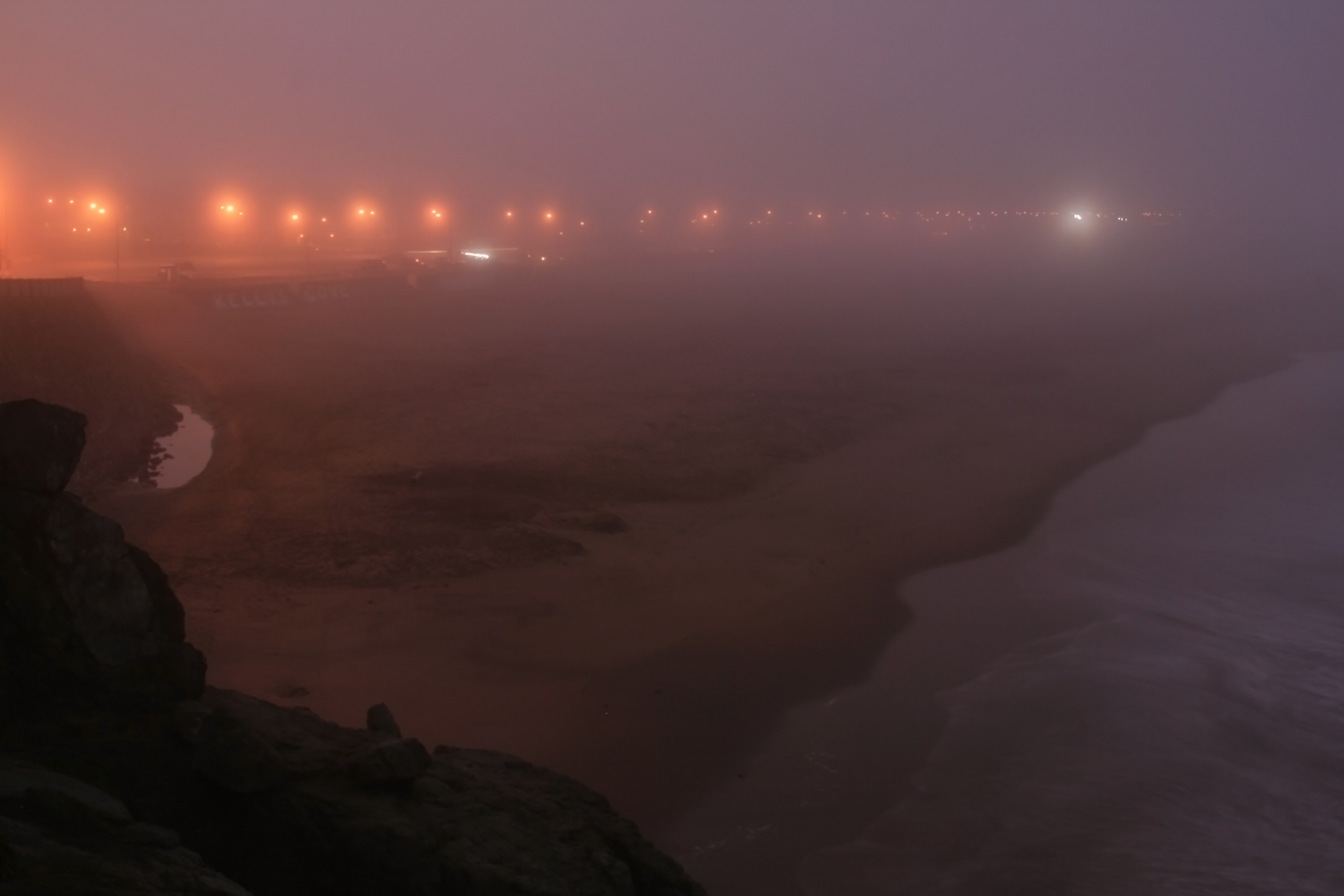
Пляж знаменит своими частыми густыми туманами, октябрь 2009 года
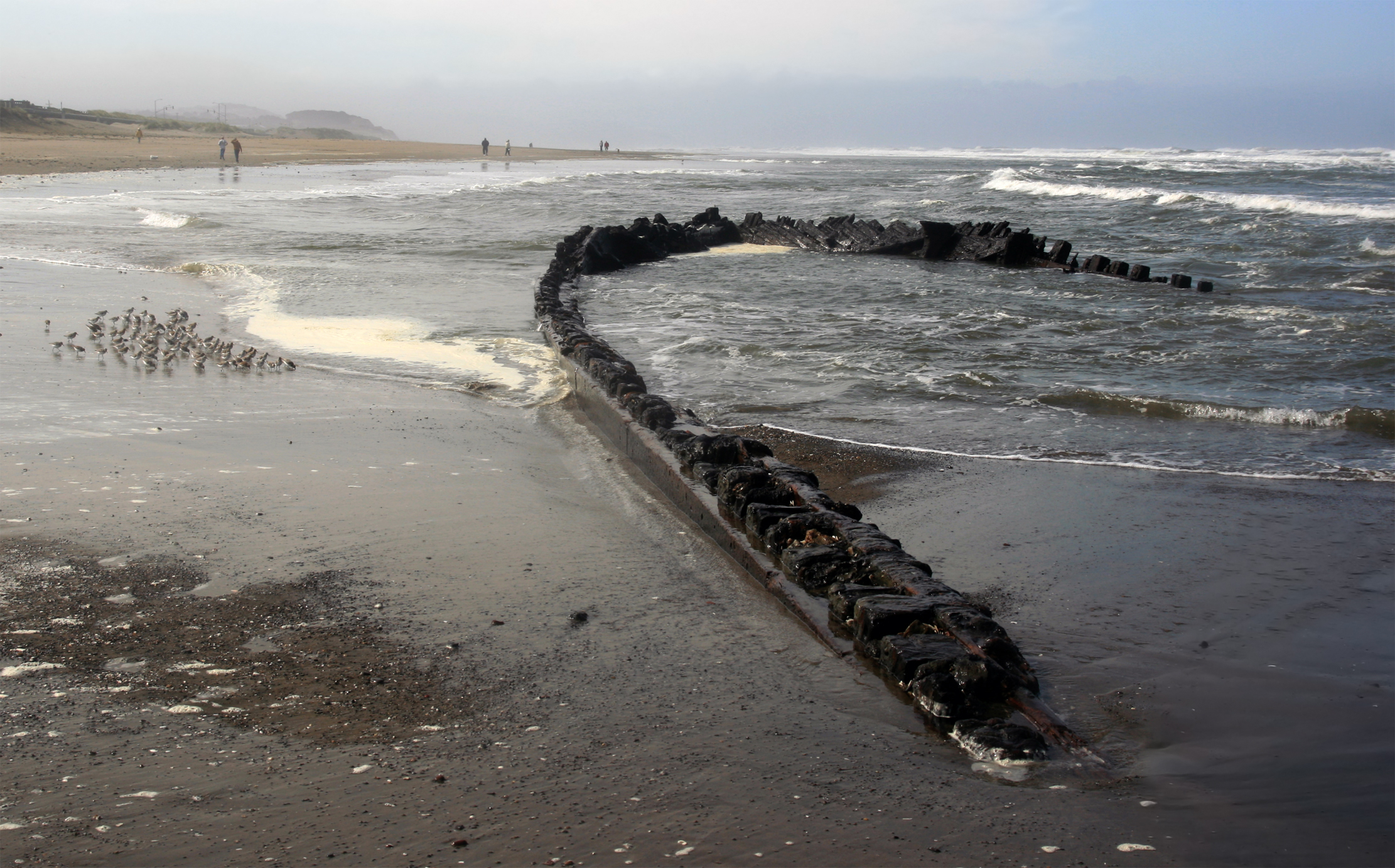
Корма «Короля Филипа», май 2011 года

## Сёрфинг

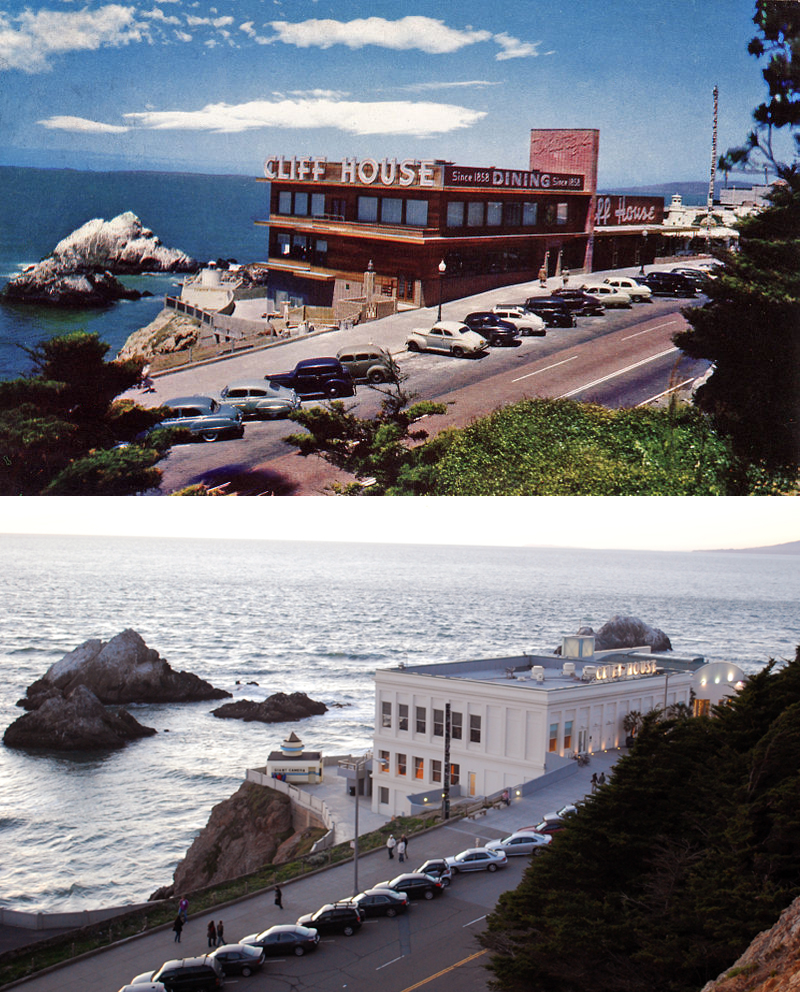
Клифф-хаус в 1941 году (вверху) и в 2009 году (внизу)

Оушен-Бич привлекает к себе профессиональных сёрферов и пловцов со всего мира, но из-за опасной воды с ними регулярно происходят несчастные случаи. В частности, в 1998 году здесь утонули семь человек, в 2006 — двое.
На пляже работают три специализированных магазина и несколько тематических кафе.
6 ноября 2011 года Келли Слейтер в одиннадцатый раз выиграл чемпионат мира по сёрфингу именно на Оушен-Бич, причём это была его первая победа в континентальной Америке.

## Достопримечательности
- Останки корабля «Король Филип», который потерпел крушение[англ.] 25 января 1878 года у побережья, изредка показываются из под воды во время рекордных отливов. Последний раз это случалось в марте 2011 года, до этого — в мае 2007 года, а перед этим — лишь в 1980 году[7].
- Тюленьи скалы[англ.] (северная часть пляжа) и построенный на них Клифф-хаус[англ.] (возведён в 1858 году, ныне ресторан).